# Élections cantonales de 1901 en Ille-et-Vilaine
Les élections cantonales françaises de 1901 ont eu lieu les 21 et 28 juillet 1901.

## Assemblée départementale sortante
| Parti                        | Sigle   | Élus |
| ---------------------------- | ------- | ---- |
| Républicains (26 sièges)     |         |      |
| Progressiste                 | Prog.   | 19   |
| Radical                      | Rad.    | 7    |
| Droite (17 sièges)           |         |      |
| Conservateur                 | Monar.  | 15   |
| Républicain libéral          | Rép.lib | 2    |
| Président du conseil général |         |      |
| René Brice (Progressiste)    |         |      |

## Assemblée départementale élue
| Parti                        | Sigle   | Élus |
| ---------------------------- | ------- | ---- |
| Républicains (26 sièges)     |         |      |
| Progressiste                 | Prog.   | 19   |
| Radical                      | Rad.    | 7    |
| Droite (17 sièges)           |         |      |
| Conservateur                 | Monar.  | 15   |
| Républicain libéral          | Rép.lib | 2    |
| Président du conseil général |         |      |
| René Brice (Progressiste)    |         |      |

## Résultats pour le conseil général

### Arrondissement de Rennes

#### Canton de Rennes-Nord-Est
Vincent Morcel (Progressiste) élu depuis 1892 est mort en 1898.
Eugène Brager de La Ville-Moysan (Conservateur) est élu lors de la partielle qui suit.
Charles Bodin est le gendre d'Edgard Le Bastard ex maire de Rennes et un des dirigeants du journal L'Ouest-Éclair.
| Candidats | Candidats                          | Étiquette           | Premier tour | Premier tour | Ballotage | Ballotage |
| Candidats | Candidats                          | Étiquette           | Voix         | %            | Voix      | %         |
| --------- | ---------------------------------- | ------------------- | ------------ | ------------ | --------- | --------- |
|           | Eugène Brager de La Ville-Moysan * | Conservateur        | 1 581        | 44,31        | 2 052     | 52,71     |
|           | Jean Janvier                       | Radical             | 1 227        | 34,39        | 1 833     | 47,09     |
|           | Charles Bodin                      | Républicain libéral | 742          | 20,80        |           |           |
|           |                                    |                     |              |              |           |           |
| Inscrits  | Inscrits                           | Inscrits            | 5 912        |              | 5 912     |           |
| Votants   | Votants                            | Votants             | 3 597        | 60,84        | 3 912     | 66,17     |
| Exprimés  | Exprimés                           | Exprimés            | 3 568        | 99,19        | 3 893     | 99,51     |

*sortant

#### Canton de Rennes-Sud-Est
|          | René Le Hérissé * | Radical  | 2 079 | 88,66 |  |  |
|          |                   |          |       |       |  |  |
| Inscrits | Inscrits          | Inscrits | 5 409 |       |  |  |
| Votants  | Votants           | Votants  | 2 345 | 43,35 |  |  |
| Exprimés | Exprimés          | Exprimés | 2 227 | 94,97 |  |  |

*sortant

#### Canton de Châteaugiron
|          | Pierre Barbot * | Progressiste | 1 329 | 65,60 |  |  |
|          | Henri Fournel   | Conservateur | 694   | 34,26 |  |  |
|          |                 |              |       |       |  |  |
| Inscrits | Inscrits        | Inscrits     | 2 466 |       |  |  |
| Votants  | Votants         | Votants      | 2 039 | 82,69 |  |  |
| Exprimés | Exprimés        | Exprimés     | 2 026 | 99,36 |  |  |

*sortant

#### Canton de Janzé
|          | Paul Carron * | Conservateur | 1 822 | 89,49 |  |  |
|          |               |              |       |       |  |  |
| Inscrits | Inscrits      | Inscrits     | 3 249 |       |  |  |
| Votants  | Votants       | Votants      | 2 036 | 62,67 |  |  |
| Exprimés | Exprimés      | Exprimés     | 1 892 | 92,93 |  |  |

*sortant

#### Canton de Mordelles
|          | Paul de Farcy * | Conservateur | 1 207 | 96,64 |  |  |
|          |                 |              |       |       |  |  |
| Inscrits | Inscrits        | Inscrits     | 1 934 |       |  |  |
| Votants  | Votants         | Votants      | 1 249 | 64,58 |  |  |
| Exprimés | Exprimés        | Exprimés     | 1 224 | 98,00 |  |  |

*sortant

### Arrondissement de Saint-Malo

#### Canton de Saint-Malo
Émile Fontan (Conservateur) élu depuis 1889 est mort en 1900.
Charles Jouanjan (Radical) est élu lors de la partielle qui suit.
|          | Charles Jouanjan * | Radical  | 1 488 | 82,12 |  |  |
|          | Paul Louis Mallard |          | 84    | 5,07  |  |  |
|          |                    |          |       |       |  |  |
| Inscrits | Inscrits           | Inscrits | 3 491 |       |  |  |
| Votants  | Votants            | Votants  | 1 812 | 51,91 |  |  |
| Exprimés | Exprimés           | Exprimés | 1 656 | 91,39 |  |  |

*sortant

#### Canton de Châteauneuf-d'Ille-et-Vilaine
|          | Pierre Lainé * | Progressiste | 1 618 | 94,73 |  |  |
|          |                |              |       |       |  |  |
| Inscrits | Inscrits       | Inscrits     | 3 090 |       |  |  |
| Votants  | Votants        | Votants      | 1 708 | 55,28 |  |  |
| Exprimés | Exprimés       | Exprimés     | 1 656 | 96,96 |  |  |

*sortant

#### Canton de Dinard
Louis Lhôtellier père (Progressiste) élu entre 1883 et 1889, et depuis 1890 est mort en 1900.
Victor Grandin (Progressiste) est élu lors de la partielle qui suit. Il ne se représente pas en 1901.
|          | Louis Lhôtellier (fils) | Progressiste (*) | 1 207 | 63,80 |  |  |
|          | Yves Bazin de Jessey    | Conservateur     | 678   | 35,84 |  |  |
|          |                         |                  |       |       |  |  |
| Inscrits | Inscrits                | Inscrits         | 3 482 |       |  |  |
| Votants  | Votants                 | Votants          | 1 920 | 55,14 |  |  |
| Exprimés | Exprimés                | Exprimés         | 1 892 | 98,54 |  |  |

*sortant

#### Canton de Dol-de-Bretagne
|          | Pierre Flaux * | Progressiste | 2 606 | 97,35 |  |  |
|          |                |              |       |       |  |  |
| Inscrits | Inscrits       | Inscrits     | 4 429 |       |  |  |
| Votants  | Votants        | Votants      | 2 677 | 60,44 |  |  |
| Exprimés | Exprimés       | Exprimés     | 2 632 | 98,32 |  |  |

*sortant

#### Canton de Tinténiac
Ange Aubrée (Progressiste) élu depuis 1895 ne se représente pas.
Eugène Durand n'est pas candidat.
| Candidats | Candidats       | Étiquette        | Premier tour | Premier tour | Ballotage | Ballotage |
| Candidats | Candidats       | Étiquette        | Voix         | %            | Voix      | %         |
| --------- | --------------- | ---------------- | ------------ | ------------ | --------- | --------- |
|           | Henri Joubert   | Progressiste (*) | 1 125        | 48,22        | 1 203     | 50,13     |
|           | Henri de France | Conservateur     | 1 088        | 46,64        | 1 190     | 49,58     |
|           | Eugène Durand   |                  | 91           | 3,90         |           |           |
|           |                 |                  |              |              |           |           |
| Inscrits  | Inscrits        | Inscrits         | 3 023        |              | 3 024     |           |
| Votants   | Votants         | Votants          | 2 355        | 77,90        | 2 427     | 80,26     |
| Exprimés  | Exprimés        | Exprimés         | 2 333        | 99,07        | 2 400     | 98,89     |

*sortant

### Arrondissement de Fougères

#### Canton de Fougères-Nord
Pierre-Marie Frain de La Villegontier (Conservateur) élu depuis 1871 ne se représente pas.
|          | Georges Le Pannetier de Roissay | Conservateur (*) | 2 623 | 86,57 |  |  |
|          |                                 |                  |       |       |  |  |
| Inscrits | Inscrits                        | Inscrits         | 5 739 |       |  |  |
| Votants  | Votants                         | Votants          | 3 030 | 52,80 |  |  |
| Exprimés | Exprimés                        | Exprimés         | 2 844 | 93,86 |  |  |

*sortant

#### Canton d'Antrain
François de Guiton n'est pas candidat.
|          | Gaston Martin-Métairie * | Radical      | 2 582 | 86,62 |  |  |
|          | François de Guiton       | Conservateur | 50    | 1,81  |  |  |
|          |                          |              |       |       |  |  |
| Inscrits | Inscrits                 | Inscrits     | 4 338 |       |  |  |
| Votants  | Votants                  | Votants      | 2 981 | 68,72 |  |  |
| Exprimés | Exprimés                 | Exprimés     | 2 769 | 92,89 |  |  |

*sortant

#### Canton de Saint-Aubin-du-Cormier
|          | Jean-Baptiste Divel * | Radical (ex Prog.) | 1 792 | 96,14 |  |  |
|          |                       |                    |       |       |  |  |
| Inscrits | Inscrits              | Inscrits           | 2 633 |       |  |  |
| Votants  | Votants               | Votants            | 1 864 | 70,79 |  |  |
| Exprimés | Exprimés              | Exprimés           | 1 804 | 96,78 |  |  |

*sortant

### Arrondissement de Vitré

#### Canton de Vitré-Est
|          | Ivan Hay des Nétumières * | Conservateur | 1 568 | 56,22 |  |  |
|          | Hervé Pensa               | Progressiste | 1 219 | 43,71 |  |  |
|          |                           |              |       |       |  |  |
| Inscrits | Inscrits                  | Inscrits     | 3 661 |       |  |  |
| Votants  | Votants                   | Votants      | 2 814 | 76,86 |  |  |
| Exprimés | Exprimés                  | Exprimés     | 2 789 | 99,11 |  |  |

*sortant

#### Canton d'Argentré-du-Plessis
Marc Sangnier n'est pas candidat.
|          | Henri de Sallier-Dupin * | Conservateur | 2 011 | 90,06  |  |  |
|          | Marc Sangnier            | Silonniste   | 134   | 6,00   |  |  |
|          |                          |              |       |        |  |  |
| Inscrits | Inscrits                 | Inscrits     | 3 007 |        |  |  |
| Votants  | Votants                  | Votants      | 2 233 | 74,26  |  |  |
| Exprimés | Exprimés                 | Exprimés     | 2 233 | 100,00 |  |  |

*sortant

#### Canton de la Guerche-de-Bretagne
|          | Fernand Després * | Conservateur | 1 727 | 58,58 |  |  |
|          | Félix Dousset     | Progressiste | 1 214 | 41,18 |  |  |
|          |                   |              |       |       |  |  |
| Inscrits | Inscrits          | Inscrits     | 3 880 |       |  |  |
| Votants  | Votants           | Votants      | 2 985 | 76,24 |  |  |
| Exprimés | Exprimés          | Exprimés     | 2 948 | 98,76 |  |  |

*sortant

### Arrondissement de Redon

#### Canton de Redon
|          | Maurice de Poulpiquet du Halgouët * | Conservateur | 2 055 | 59,69 |  |  |
|          | Étienne Gascon                      | Radical      | 1 381 | 40,11 |  |  |
|          |                                     |              |       |       |  |  |
| Inscrits | Inscrits                            | Inscrits     | 5 004 |       |  |  |
| Votants  | Votants                             | Votants      | 3 461 | 69,17 |  |  |
| Exprimés | Exprimés                            | Exprimés     | 3 443 | 99,48 |  |  |

*sortant

#### Canton de Guichen
Jules Diéras (Progressiste) élu depuis 1894 ne se représente pas.
|          | Léon Porteu | Progressiste (*) | 1 824 | 94,31 |  |  |
|          |             |                  |       |       |  |  |
| Inscrits | Inscrits    | Inscrits         | 4 234 |       |  |  |
| Votants  | Votants     | Votants          | 1 934 | 45,68 |  |  |
| Exprimés | Exprimés    | Exprimés         | 1 898 | 98,14 |  |  |

*sortant

#### Canton de Maure-de-Bretagne
Louis de la Vigne (Conservateur) élu depuis 1856 est mort en 1900.
François Barbotin (Conservateur) est élu lors de la partielle qui suit.
|          | François Barbotin * | Conservateur (*) | 1 412 | 59,86 |  |  |
|          | Georges Leroux      | Radical          | 858   | 36,37 |  |  |
|          |                     |                  |       |       |  |  |
| Inscrits | Inscrits            | Inscrits         | 2 946 |       |  |  |
| Votants  | Votants             | Votants          | 2 360 | 80,11 |  |  |
| Exprimés | Exprimés            | Exprimés         | 2 359 | 99,96 |  |  |

*sortant

### Arrondissement de Montfort

#### Canton de Montfort-sur-Meu
|          | Ernest Juguet * | Conservateur | 1 589 | 50,93 |  |  |
|          | Aimé Neveu      | Progressiste | 1 521 | 48,75 |  |  |
|          |                 |              |       |       |  |  |
| Inscrits | Inscrits        | Inscrits     | 4 031 |       |  |  |
| Votants  | Votants         | Votants      | 3 135 | 77,77 |  |  |
| Exprimés | Exprimés        | Exprimés     | 3 120 | 99,52 |  |  |

*sortant

#### Canton de Montauban-de-Bretagne
Paul de Guéheneuc de Boishüe (Conservateur) élu, entre 1871 et 1877 puis entre 1878 et 1881, et depuis 1889 ne se représente pas.
|          | Charles de Bothorel            | Conservateur | 1 235 | 62,06 |  |  |
|          | Armand Porteu de la Morandière | Conservateur | 732   | 36,78 |  |  |
|          |                                |              |       |       |  |  |
| Inscrits | Inscrits                       | Inscrits     | 2 554 |       |  |  |
| Votants  | Votants                        | Votants      | 2 053 | 80,38 |  |  |
| Exprimés | Exprimés                       | Exprimés     | 1 990 | 96,93 |  |  |

*sortant

#### Canton de Saint-Méen-le-Grand
Léonard Drouet de Montgermont (père) meurt en 1897. Son fils, appelé également Léonard Drouet de Montgermont, est élu lors de la partielle suivante.
|          | Léonard Drouet de Montgermont (fils) * | Conservateur | 1 615 | 59,35 |  |  |
|          | Jean-Marie Massart                     | Progressiste | 1 105 | 40,61 |  |  |
|          |                                        |              |       |       |  |  |
| Inscrits | Inscrits                               | Inscrits     | 3 288 |       |  |  |
| Votants  | Votants                                | Votants      | 2 737 | 83,24 |  |  |
| Exprimés | Exprimés                               | Exprimés     | 2 721 | 99,42 |  |  |

*sortant

## Résultats pour les conseils d'arrondissements

### Arrondissement de Rennes

#### Canton de Rennes-Nord-Ouest
- Conseiller sortant : Ernest Anger-Mélusson (Progressiste) élu depuis janvier 1898 ne se représente pas.

- Français Texier (Opportuniste) élu depuis 1895 décède le 27 novembre 1897. Lors de la partielle du 16 janvier 1898 Ernest Anger-Mélusson (Opportuniste) est élu.

|          | Jean Pinault       | Action libérale | 1 894 | 73,44 |  |  |  |
|          | Jean-Amboise Bigot | Socialiste      | 551   | 21,37 |  |  |  |
|          |                    |                 |       |       |  |  |  |
| Inscrits | Inscrits           | Inscrits        | 5 495 |       |  |  |  |
| Votants  | Votants            | Votants         | 2 664 | 48,48 |  |  |  |
| Exprimés | Exprimés           | Exprimés        | 2 579 | 96,81 |  |  |  |

*sortant

#### Canton de Rennes-Sud-Ouest
- Conseiller sortant : Léonce Bousquet (Progressiste), élu depuis 1900.

- Ambroise Moigne (Opportuniste) élu depuis 1895 décède le 31 novembre 1899. Lors de la partielle organisée pour le remplacer le 25 février 1900, Léonce Bousquet (Progressiste) est élu.

|          | Léonce Bousquet * | Progressiste | 2 278 | 88,88 |  |  |  |
|          |                   |              |       |       |  |  |  |
| Inscrits | Inscrits          | Inscrits     | 5 441 |       |  |  |  |
| Votants  | Votants           | Votants      | 2 563 | 47,11 |  |  |  |
| Exprimés | Exprimés          | Exprimés     | 2 419 | 94,38 |  |  |  |

*sortant

#### Canton de Hédé
- Conseiller sortant : François Michel (Progressiste), élu depuis 1880.

|          | François Michel * | Progressiste | 1 986 | 97,40 |  |  |  |
|          |                   |              |       |       |  |  |  |
| Inscrits | Inscrits          | Inscrits     | 2 969 |       |  |  |  |
| Votants  | Votants           | Votants      | 2 039 | 68,68 |  |  |  |
| Exprimés | Exprimés          | Exprimés     | 1 998 | 97,99 |  |  |  |

*sortant

#### Canton de Liffré
- Conseiller sortant : Jean-Marie Chevrel (Progressiste), élu depuis 1895.

|          | Jean-Marie Chevrel * | Progressiste | 1 841 | 96,14 |  |  |  |
|          |                      |              |       |       |  |  |  |
| Inscrits | Inscrits             | Inscrits     | 2 797 |       |  |  |  |
| Votants  | Votants              | Votants      | 1 915 | 68,47 |  |  |  |
| Exprimés | Exprimés             | Exprimés     | 1 857 | 96,97 |  |  |  |

*sortant

#### Canton de Saint-Aubin-d'Aubigné
- Conseiller sortant : Pierre Doussin (Progressiste), élu depuis 1889.

|          | Pierre Doussin * | Progressiste | 2 790 | 98,55 |  |  |  |
|          |                  |              |       |       |  |  |  |
| Inscrits | Inscrits         | Inscrits     | 4 354 |       |  |  |  |
| Votants  | Votants          | Votants      | 2 831 | 65,02 |  |  |  |
| Exprimés | Exprimés         | Exprimés     | 2 819 | 99,58 |  |  |  |

*sortant

### Arrondissement de Saint-Malo

#### Canton de Cancale
- Conseiller sortant : Albert Cotarmanac'h (Progressiste), élu depuis 1895 ne se représente pas.

- François Le Méen (Opportuniste) élu depuis 1894 démissionne en septembre 1895. Albert Cotarmanac'h (Opportuniste) est élu lors de la partielle du 27 octobre de cette année-là.

|          | Eugène Laîné | Progressiste | 1 880 | 90,65 |  |  |  |
|          |              |              |       |       |  |  |  |
| Inscrits | Inscrits     | Inscrits     | 4 420 |       |  |  |  |
| Votants  | Votants      | Votants      | 2 698 | 61,04 |  |  |  |
| Exprimés | Exprimés     | Exprimés     | 2 652 | 98,30 |  |  |  |

*sortant

#### Canton de Combourg
- Conseiller sortant : Élie Gérard (Progressiste), élu depuis 1900.

- François Rouxin (Opportuniste) élu depuis 1886 décède en septembre 1897. Gervais Parent (Opportuniste) est élu lors de la partielle du 14 novembre de cette même année.

- Gervais Parent (Opportuniste) démissionne le 20 janvier 1900 car il est nommé percepteur. Élie Gérard (Opportuniste) est élu lors de la partielle du 11 mars de cette année.

|           | Élie Gérard * | Progressiste | 2 648 | 98,15 |  |  |  |
|           |               |              |       |       |  |  |  |
| Inscrits  | Inscrits      | Inscrits     | 4 568 |       |  |  |  |
| Votants   | Votants       | Votants      | 2 698 | 59,06 |  |  |  |
| Exprimés  | Exprimés      | Exprimés     | 2 652 | 98,30 |  |  |  |
| * Sortant |               |              |       |       |  |  |  |

#### Canton de Pleine-Fougères
- Conseiller sortant : Hugues de Courcelles (Républicain libéral), élu depuis 1892.

- Jean Leroy (Opportuniste) est décédé en mars/avril 1899. La partielle pour le remplacer est organisée le 11 juin, Hugues de Courcelles (Républicain libéral) y est élu.

|          | Hugues de Courcelles * | Républicain libéral | 1 978 | 97,73  |  |  |  |
|          |                        |                     |       |        |  |  |  |
| Inscrits | Inscrits               | Inscrits            | 4 282 |        |  |  |  |
| Votants  | Votants                | Votants             | 2 024 | 47,27  |  |  |  |
| Exprimés | Exprimés               | Exprimés            | 2 024 | 100,00 |  |  |  |

*sortant

#### Canton de Saint-Servan
- Conseiller sortant : Gaston Busson (Progressiste), élu depuis 1895 ne se représente pas.

|          | Théodule Lesage | Républicain libéral | 1 432 | 67,93 |  |  |  |
|          | Ernest Robinot  | Progressiste        | 676   | 32,07 |  |  |  |
|          |                 |                     |       |       |  |  |  |
| Inscrits | Inscrits        | Inscrits            | 3 399 |       |  |  |  |
| Votants  | Votants         | Votants             | 2 140 | 62,96 |  |  |  |
| Exprimés | Exprimés        | Exprimés            | 2 108 | 98,51 |  |  |  |

*sortant

### Arrondissement de Fougères
- Il doit y avoir au moins neuf conseillers par arrondissement, celui de Fougères ne comptant que six cantons, trois sièges sont ajoutés aux cantons les plus peuplés.

#### Canton de Fougères-Sud
- Conseiller sortant : Louis Durand (Conservateur) élu depuis 1889 et René de La Guerrande (Conservateur) élu depuis 1895.

|          | René de La Guerrande * | Conservateur | 2 133 | 86,36 |  |  |  |
|          | Louis Durand *         | Conservateur | 2 117 | 85,71 |  |  |  |
|          |                        |              |       |       |  |  |  |
| Inscrits | Inscrits               | Inscrits     | 4 478 |       |  |  |  |
| Votants  | Votants                | Votants      | 2 470 | 55,16 |  |  |  |
| Exprimés | Exprimés               | Exprimés     | 2 249 | 91,05 |  |  |  |

*sortant

#### Canton de Louvigné-du-Désert
- Conseiller sortant : Frédéric Duhamel (Progressiste), élu depuis 1895.

|          | Frédéric Duhamel * | Progressiste | 2 037 | 91,84 |  |  |  |
|          |                    |              |       |       |  |  |  |
| Inscrits | Inscrits           | Inscrits     | 3 327 |       |  |  |  |
| Votants  | Votants            | Votants      | 2 218 | 66,67 |  |  |  |
| Exprimés | Exprimés           | Exprimés     | 2 129 | 95,99 |  |  |  |

*sortant

#### Canton de Saint-Brice-en-Coglès
- Conseiller sortant : Victor Roussin (Progressiste), élu depuis 1883.

|          | Victor Roussin * | Progressiste | 2 290 | 89,77 |  |  |  |
|          |                  |              |       |       |  |  |  |
| Inscrits | Inscrits         | Inscrits     | 3 767 |       |  |  |  |
| Votants  | Votants          | Votants      | 2 551 | 67,72 |  |  |  |
| Exprimés | Exprimés         | Exprimés     | 2 438 | 95,57 |  |  |  |

*sortant

### Arrondissement de Vitré
- Il doit y avoir au moins neuf conseillers par arrondissement, celui de Vitré ne comptant que six cantons, trois sièges sont ajoutés aux cantons les plus peuplés.

#### Canton de Vitré-Ouest
- Conseiller sortant : Jacques Le Cardinal de Kernier (Conservateur), élu depuis 1897.

- Édouard Rupin (Conservateur) élu depuis 1871 est décédé le 5 aout 1897. Lors de la partielle pour le remplacer du 5 septembre 1897, Jacques Le Cardinal de Kernier (Conservateur) est élu.

- Hervé Pensa est candidat au Conseil Général pour le canton de Vitré-Est.

|          | Jacques Le Cardinal de Kernier * | Conservateur | 1 857 | 81,23 |  |  |  |
|          | Hervé Pensa                      | Progressiste | 148   | 7,22  |  |  |  |
|          |                                  |              |       |       |  |  |  |
| Inscrits | Inscrits                         | Inscrits     | 3 318 |       |  |  |  |
| Votants  | Votants                          | Votants      | 2 286 | 68,90 |  |  |  |
| Exprimés | Exprimés                         | Exprimés     | 2 051 | 87,72 |  |  |  |

*sortant

#### Canton de Châteaubourg
- Conseiller sortant : François Coudray (Conservateur), élu depuis 1895.

|          | François Coudray * | Conservateur | 1 099 | 75,02 |  |  |  |
|          |                    |              |       |       |  |  |  |
| Inscrits | Inscrits           | Inscrits     | 1 848 |       |  |  |  |
| Votants  | Votants            | Votants      | 1 465 | 79,28 |  |  |  |
| Exprimés | Exprimés           | Exprimés     | 1 250 | 85,32 |  |  |  |

*sortant

#### Canton de Retiers
- Conseillers sortants : Jean-Marie Guyot (Progressiste), élu depuis 1877 et Aristide Hanry (Progressiste), élu depuis 1894, ne se représente pas.

|          | Lucien Harel     | Progressiste | 2 134 | 89,93 |  |  |  |
|          | Valentin Coudron | Progressiste | 2 001 | 84,32 |  |  |  |
|          |                  |              |       |       |  |  |  |
| Inscrits | Inscrits         | Inscrits     | 4 162 |       |  |  |  |
| Votants  | Votants          | Votants      | 2 373 | 57,02 |  |  |  |
| Exprimés | Exprimés         | Exprimés     | 2 334 | 98,36 |  |  |  |

*sortant

### Arrondissement de Redon
- Il doit y avoir au moins neuf conseillers par arrondissement, celui de Redon ne comptant que sept cantons, deux sièges sont ajoutés à chacun des cantons les plus peuplés.

#### Canton de Bain-de-Bretagne
- Conseillers sortants : Ernest Lemarchand (Progressiste), élu depuis 1889 et Victor Troudier (Progressiste), élu depuis 1895.

|          | Francis Paitel      | Progressiste        | 1 548 | 51,34 |  |  |  |
|          | Ernest Lemarchand * | Progressiste        | 1 435 | 47,60 |  |  |  |
|          |                     |                     |       |       |  |  |  |
|          | Victor Troudier *   | Républicain libéral | 1 532 | 50,81 |  |  |  |
|          | Jean-Marie Gislais  | Républicain libéral | 1 329 | 44,08 |  |  |  |
|          |                     |                     |       |       |  |  |  |
| Inscrits | Inscrits            | Inscrits            | 4 909 |       |  |  |  |
| Votants  | Votants             | Votants             | 3 017 | 61,46 |  |  |  |
| Exprimés | Exprimés            | Exprimés            | 3 015 | 99,93 |  |  |  |

*sortant

#### Canton de Grand-Fougeray
- Conseiller sortant : Édouard Moisan (Conservateur), élu depuis 1895.

|          | Édouard Moisan * | Conservateur | 1 127 | 88,19 |  |  |  |
|          | Mr Fichard       |              | 63    | 5,20  |  |  |  |
|          |                  |              |       |       |  |  |  |
| Inscrits | Inscrits         | Inscrits     | 2 210 |       |  |  |  |
| Votants  | Votants          | Votants      | 1 278 | 57,83 |  |  |  |
| Exprimés | Exprimés         | Exprimés     | 1 212 | 94,94 |  |  |  |

*sortant

#### Canton de Pipriac
- Conseiller sortant : Louis Migault (Conservateur), élu depuis 1894 ne se représente pas.

|          | Lionel du Bouéxic de la Driennays | Conservateur | 2 150 | 60,33  |  |  |  |
|          | Raymond de Bérenger               | Progressiste | 1 365 | 38,30  |  |  |  |
|          |                                   |              |       |        |  |  |  |
| Inscrits | Inscrits                          | Inscrits     | 4 569 |        |  |  |  |
| Votants  | Votants                           | Votants      | 3 564 | 78,00  |  |  |  |
| Exprimés | Exprimés                          | Exprimés     | 3 564 | 100,00 |  |  |  |

*sortant

#### Canton du Sel-de-Bretagne
- Conseiller sortant : Joseph Martin (Progressiste), élu depuis 1889.

|          | Joseph Martin * | Progressiste | 976   | 89,87 |  |  |  |
|          |                 |              |       |       |  |  |  |
| Inscrits | Inscrits        | Inscrits     | 1 793 |       |  |  |  |
| Votants  | Votants         | Votants      | 1 086 | 60,57 |  |  |  |
| Exprimés | Exprimés        | Exprimés     | 1 039 | 95,67 |  |  |  |

*sortant

### Arrondissement de Montfort
- Il doit y avoir au moins neuf conseillers par arrondissement, celui de Montfort ne comptant que cinq cantons, quatre sièges sont ajoutés aux quatre cantons les plus peuplés.

#### Canton de Bécherel
- Conseillers sortants : Pierre Lemoine (Progressiste), élu depuis 1892 et Jean Dugué (Progressiste), élu depuis 1895.

|          | Pierre Lemoine * | Progressiste | 1 651 | 89,58 |  |  |  |
|          | Jean Dugué *     | Progressiste | 1 588 | 86,16 |  |  |  |
|          |                  |              |       |       |  |  |  |
| Inscrits | Inscrits         | Inscrits     | 2 845 |       |  |  |  |
| Votants  | Votants          | Votants      | 1 843 | 64,78 |  |  |  |
| Exprimés | Exprimés         | Exprimés     | 1 735 | 94,14 |  |  |  |

*sortant

#### Canton de Plélan-le-Grand
- Conseillers sortants : Edmond Rawle (Conservateur), élu depuis 1889 et Louis Guérin (Conservateur), élu depuis 1895 qui ne se représente pas.

- Théophile Fleury, Paul Cochet et Eugène de Caze ne sont pas candidats.

|          | Edmond Rawle *   | Conservateur | 1 968 | 78;59 |  |  |  |
|          | Jean Richard     | Conservateur | 1 867 | 74,56 |  |  |  |
|          |                  |              |       |       |  |  |  |
|          | Théophile Fleury | Progressiste | 358   | 14,51 |  |  |  |
|          | Paul Cochet      | Progressiste | 267   | 10,82 |  |  |  |
|          |                  |              |       |       |  |  |  |
|          | Eugène de Caze   |              | 89    | 3,61  |  |  |  |
|          |                  |              |       |       |  |  |  |
| Inscrits | Inscrits         | Inscrits     | 3 777 |       |  |  |  |
| Votants  | Votants          | Votants      | 2 504 | 66,30 |  |  |  |
| Exprimés | Exprimés         | Exprimés     | 2 467 | 98,52 |  |  |  |

*sortant